# Silo de míssil

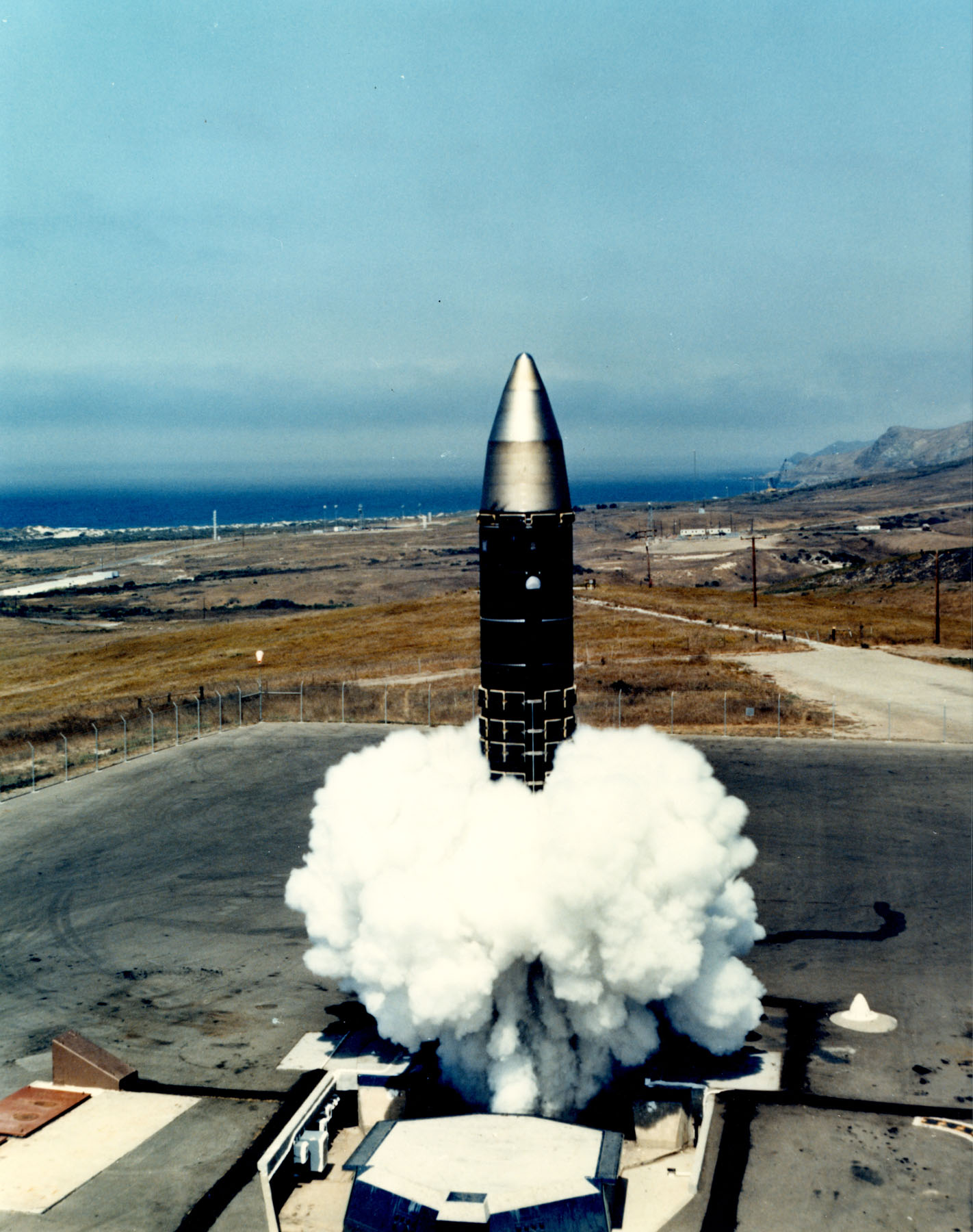
Lançamento do LGM-118 Peacekeeper a partir de seu silo.

Um Silo de míssil, é uma instalação subterrânea, geralmente no formato de um cilindro na posição vertical, que serve para o armazenamento e lançamento de mísseis balísticos intercontinentais (ICBM).
Eles mantêm os mísseis a uma certa distância da superfície, protegidos por uma forte estrutura de concreto e aço, como num abrigo antiaéreo. Silos de mísseis, em geral estão conectados, física ou eletronicamente, a centros de controle de lançamento.